# Schizothorax curvifrons
Espèce
Synonymes
- Racoma brevis McClelland, 1842[2] [3]
- Racoma intermedius (McClelland, 1842)[2]
- Schizopyge curvifrons (Heckel, 1838)[2]
- Schizothoraichthys curvifrons (Heckel, 1838)[2]
- Schizothorax affinis Kessler, 1872[2] [3]
- Schizothorax aksaiensis Kessler, 1872[2] [3]
- Schizothorax fedtschenkoi Kessler, 1872[2] [3]
- Schizothorax intermedius eurycephalus Berg, 1932[2]
- Schizothorax intermedius intermedius McClelland, 1842[2]
- Schizothorax intermedius McClelland, 1842[2] [3]
- Schizothorax irregularis Day, 1877[3]
- Schizothorax longipinnis Heckel, 1838[3]
- Schizothorax micropogon Heckel, 1838[3]
- Schizothorax minutus Kessler, 1872[3]
- Schizothorax schumacheri Fowler & Steinitz, 1956[3]

Schizothorax curvifrons (communément appelé Sattar snowtrout en anglais) est une espèce de poissons de la famille des Cyprinidae.